# Тейер, Томми
Томас Каннингем Тейер (англ. Thomas Cunningham Thayer; род. 7 ноября 1960 года, Портленд, Орегон) — американский музыкант, наиболее известный как гитарист группы Kiss.

## Биография
Томми был поклонником таких исполнителей как Alice Cooper, Rory Gallagher и Deep Purple, которые вдохновили его играть на гитаре, в начале 1970-х. В средней школе Томми встретил барабанщика Джейми Сент-Джеймса. После игры на гитаре в нескольких рок-группах Томми и Джейми сформировали группу Black N' Blue в конце 1981. К тому времени Джейми бросил барабаны и стал ведущим певцом Black N' Blue. Состав Black N' Blue: «Woop» Уорнер — гитара, Патрик Янг — бас, Пит Холмс — ударные, Томми Тейер — лидер гитара и Джейми Сент-Джеймс — вокал. После распада Black N' Blue в 1989 Тейер и Сент-Джеймс создали группу Cold Gin, кавер группы KISS. Уже тогда Томми стал Space Ace’ом, а Джейми Catman’ом. Группа не осталась не замеченной KISS, и они были приглашены играть на вечеринке по случаю дня рождения Пола Стэнли. Джин Симмонс предложил Томми работать помощником и он естественно согласился.
Когда Эйс Фрейли снова оставил KISS, Томми был выбран ему на замену, что Фрейли лично одобрил. Он помогал Эйсу вспоминать его партии для тура-воссоединения KISS. Совместно с KISS Томми решил оставить образ Spaceman’а. В марте 2002 впервые выступил на одной сцене с KISS на Ямайке. В следующем месяце Томми появился на 50-м ежегодном показе Dick Clark’s American Bandstand, в образе Space Ace’а. С тех пор Томми играет в KISS. Грандиозный концерт KISS Symphony в Мельбурне, Австралия, мини-турне по Японии, турне с Aerosmith, Rock The Nation World Tour и много других шоу KISS отыграли с Томми.
Томми также участвовал в производстве различных продуктов KISS: Kiss Symphony: Alive IV DVD, The Second Coming DVD, film «Detroit Rock City» и многих других. Томми был избран в совет попечителей гольф-клуба Forest Grove, Oregon’s Pacific University в 2005.
16 марта 2008 года Томми спел самую хитовую песню Эйса Фрейли «Shock Me» на открытии всемирного тура KISS Alive35 в Мельбурне.

## Личная жизнь
4 июня 2006 года женился на Эмбер Пик. В 2015 году пара развелась. 
Имеет внебрачную дочь Сьерру, о существовании которой узнал в 2020 году; на момент знакомства с отцом ей был 31 год. О её матери известно только то, что её зовут Кристина. О самом факте знакомства и сближения с ней Томми объявил 6 марта 2021 года через свой Instagram.
Осенью 2020 года переехал из Лос-Анджелеса в Лас-Вегас.

## Дискография
Kiss
- Kiss Symphony: Alive IV — (2003)
- Jigoku-Retsuden — (2008)
- Sonic Boom — (2009)
- Monster — (2012)